# طوبينيات جرابية
الطوبينيات الجرابية (الاسم العلمي: Notoryctidae) هي فصيلة من الثدييات تتبع رتبة الجرابيات الخلدية.

## التصنيف
- الطوبين الجرابي
  - طوبين جرابي جنوبي
  - طوبين جرابي شمالي